# Saussignac
Saussignac – miejscowość i gmina we Francji, w regionie Nowa Akwitania, w departamencie Dordogne.
Według danych na rok 1990 gminę zamieszkiwało 378 osób, a gęstość zaludnienia wynosiła 42 osób/km² (wśród 2290 gmin Akwitanii Saussignac plasuje się na 811. miejscu pod względem liczby ludności, natomiast pod względem powierzchni na miejscu 1136.).